# Shigemaru Takenokoshi
Shigemaru Takenokoshi (竹腰 重丸 Takenokoshi Shigemaru?) (15 de febrero de 1906–6 de octubre de 1980) fue un jugador de fútbol, director, y árbitro japonés.

## Biografía
Takenokoshi nació en Oita. Jugó para la Universidad Imperial de Tokio LB y fue miembro de la Selección de fútbol de Japón para los Juegos del Campeonato del Extremo Oriente de 1925 en Manila, también participó en los Juegos del Campeonato del Extremo Oriente de 1927 en Shanghái, y los Juegos del Campeonato del Extremo Oriente de 1930 en Tokio.
En 1934, Takenokoshi se convirtió en el director técnico de la Selección de fútbol de Japón para los juegos del campeonato del este lejano en Manila. También fue director de la selección de fútbol de 1938 a 1940, de 1951 a 1956, y de 1958 a 1959. En 1956, logró dirigir en los Juegos Olímpicos de Melbourne. Murió el 6 de octubre de 1980 en Tokio de un derrame cerebral.

## Estadística de la selección
| Selección de Japón | Selección de Japón | Selección de Japón |
| Año                | Part.              | Goles              |
| ------------------ | ------------------ | ------------------ |
| 1925               | 1                  | 0                  |
| 1926               | 0                  | 0                  |
| 1927               | 2                  | 1                  |
| 1928               | 0                  | 0                  |
| 1929               | 0                  | 0                  |
| 1930               | 2                  | 0                  |
| Total              | 5                  | 1                  |

## Palmarés

### Distinciones individuales
| Distinción                                      | Año  |
| ----------------------------------------------- | ---- |
| Inducido al Salón de la Fama del fútbol japonés | 2005 |